# Diocèse d'El Alto
Le diocèse d'El Alto (en latin : Dioecesis Altana ; en espagnol : Diócesis de El Alto) est un diocèse de l'Église catholique de la Bolivie suffragant de l'archidiocèse de La Paz.

## Territoire

Diocèse d'El Alto.

Il comprend sept provinces du département de La Paz : Eliodoro Camacho, Ingavi, Los Andes, Manco Kapac, Muñecas, Omasuyos et les communes d'El Alto, Zongo et Achocalla de la province de Pedro Domingo Murillo. Les autres provinces de ce département étant gérées par l'archidiocèse de La Paz, le diocèse de Coroico, la prélature territoriale de Corocoro et le vicariat apostolique de Reyes.
Son territoire est d'une superficie de 23 000 km divisé en 58 paroisses. L'évêché est dans la ville d'El Alto où se trouve la cathédrale Notre-Dame de la Candelaria. La basilique Notre-Dame de Copacabana, sur les rives du lac Titicaca, est un lieu de pèlerinage très fréquenté car la Vierge de Copacabana est la patronne de la Bolivie.

## Histoire
Le diocèse est érigé le 25 juin 1994 par la constitution apostolique Spirituali Christifidelium du pape Jean-Paul II en prenant une partie du territoire de l'archidiocèse de La Paz.

## Évêques
- Jesús Juárez Párraga, S.D.B (25 juin 1994 - 2 février 2013) nommé archevêque de Sucre
- Eugenio Scarpellini (25 juillet 2013 - 15 juillet 2020)
- Giovani Edgar Arana (30 mars 2021 - )